# 京都フラッシュニュース
『京都フラッシュニュース』（きょうとフラッシュニュース）は、京都市の活動やイベントなどについての市政広報のためのニュース映画である。
京都市内の映画館6館で、映画本編上映前に上映されている。

## 上映されている映画館
- TOHOシネマズ二条（中京区二条駅前）
- MOVIX京都（中京区新京極三条下ル）
- ほか4館（全6館）

## クレジット
- 企画
  - 京都市広報課
- 制作著作
  - KBS京都
- 制作協力
  - 京都メディアセンター
  - KBS京都プロジェクト